# Клаудія Феніелло
Клавдія Феніелло (мальт. Claudia Faniello; нар. 25 лютого 1988, Кавра, Мальта) — мальтійська співачка. Представниця Мальти на Євробаченні 2017 з піснею Breathlessly. Виступила у другому півфіналі Євробачення, 11 травня, але до фіналу не пройшла.

## Біографія

### Рання кар'єра
Народилася 25 лютого 1988 року у місті Каура. Там виросла разом з братом і сестрою. З 12 років почала брати участь у різних телевізійних шоу та музичних конкурсах. У 2007 році випустила свій дебютний сингл Wild Flower.

## Дискографія

### Альбоми
- Convincingly Better (2010)

### Сингли
- «Ma Nafx» (2006)
- «High Alert!» (2006)
- «Wild Flower» (2007)
- «L-imhabba ghamja» (2007)
- «Caravaggio» (2008)
- «Sunrise» (2008)
- «Blue Sonata» (2009)
- «Samsara» (2010)
- «I Hate This Song» (2010)
- "Movie In My Mind (2011)
- «Pure» (2012)
- «When It's Time» (2013)
- «One fine day» (2014)
- «Miles Away» (2015)
- «You Said» (2016)
- «Breathlessly» (2017)